# Heterotaxis maleolens
A Heterotaxis maleolens é uma espécie de orquídea (Orchidaceae) originária da Costa Rica, descoberta por A.M.Brenes, em local próximo a Alajuela.
Publicação da espécie: Heterotaxis maleolens (Schltr.) Ojeda & Carnevali, Novon 15: 580 (2005).

Lectótipo:CR, Informação de J.T.Atwood, Fieldiana, Bot. 40: 63 (1999).

Basônimo: Maxillaria maleolens Schltr., Repert. Spec. Nov. Regni Veg. Beih. 19: 233 (1923)

## Etimologia
O epíteto é uma referência ao perfume desagradável de suas flores.